# Liste der Mitglieder des Vereins für die Geschichte Berlins
Der Verein für die Geschichte Berlins wurde 1865 von Honoratioren der Stadt Berlin gegründet. Von seiner Gründungsphase bis zum Ende des Kaiserreichs liest sich seine Mitgliederliste wie das Who’s who des Berliner Besitz- und Bildungsbürgertums, heute ist er ein Querschnitt der Berliner Bevölkerung. Der Verein hat 641 Mitglieder (Stand: 31. Dezember 2015).
Die Liste der Mitglieder des Vereins für die Geschichte Berlins ist ein Ausschnitt.
| ↓ Zu den Quellen | ↓ Zu weiteren Listen des Vereins | ↓ Zu den Einzelnachweisen |

## A
- Heinrich von Achenbach (1829–1899), Jurist und Politiker
- Friedrich Adler (1827–1908), Architekt
- Lorenz Adlon (1849–1921), Hotelier
- Heinrich Albertz (1915–1993), Regierender Bürgermeister von Berlin
- Franz Amrehn (1912–1981), Politiker
- Eduard Arnhold (1849–1925), Kunstmäzen

## B
- Peter Bahl (* 1963), Historiker
- Robert Lucius von Ballhausen (1835–1914), Arzt und Politiker
- Ella Barowsky (1912–2007), Politikerin
- Erwin Barth (1880–1933), Gartenarchitekt
- Edwin Bechstein (1859–1934), Klavierproduzent
- Julius Beer (1822–1874), Arzt und Heimatforscher
- Ernst Benda (1925–2009), Jurist und Politiker
- Richard Béringuier (1854–1916), Jurist, Richter und Mitinitiator der Deutschen Hugenotten-Gesellschaft
- Theobald von Bethmann Hollweg (1856–1921), Reichskanzler
- Günter Beyersdorff (* 1945), Bibliothekar, Hochschullehrer und Leiter des Deutschen Bibliotheksinstituts
- Werner Bienwald (1936–2021), Jurist, Fachbuchautor und Professor an der Evangelischen Fachhochschule Hannover
- Gerson von Bleichröder (1822–1893), Bankier
- Gustav Böß (1873–1946), Oberbürgermeister von Berlin
- Richard Borrmann (1852–1931), Bauhistoriker
- Eva Börsch-Supan (1932–2022), Kunst- und Architekturhistorikerin
- Helmut Börsch-Supan (* 1933), Kunsthistorikerin und Professor an der Freien Universität Berlin
- Conrad von Borsig (1873–1945), Ernst von Borsig (1869–1933), Fabrikanten
- Willy Brandt (1913–1992), Bundeskanzler, Regierender Bürgermeister von Berlin
- Alfred Braun (1888–1978), Rundfunkpionier
- Hans Brendicke (1850–1925), Lehrer und Schriftsteller
- Karl von Bülow (1846–1921), Generalfeldmarschall
- Friedrich Wilhelm Georg Büxenstein (1857–1924), Verleger

## C
- Christian Gottlieb Cantian (1794–1866), Architekt und Steinmetz
- Moritz von Cohn (1812–1900), Bankier
- Michael S. Cullen (geb. 1939), Historiker, Journalist, Publizist

## D
- Ludwig Darmstädter (1846–1927), Chemiker
- George Davidsohn (1835–1897), Journalist
- Ludwig Delbrück (1860–1913), Bankier
- Felix Deutsch (1858–1928), Industrieller
- Eberhard Diepgen (geb. 1941), Regierender Bürgermeister von Berlin
- Alfred Döblin (1878–1957), Schriftsteller
- Alexander Dominicus (1873–1945), Jurist und Politiker
- Guido Henckel von Donnersmarck (1830–1916), Industrieller
- Johann Gustav Droysen (1808–1884), Historiker
- Peter Dussmann (1938–2013), Unternehmensgründer und Namensgeber des Kulturkaufhauses Dussmann in der Friedrichstraße

## E
- Sibylle Einholz (* 1948), Professorin für Museumskunde
- Arthur Eloesser (1870–1938), Literaturwissenschaftler
- Hermann Ende (1829–1907), Architekt
- Felix Escher (* 1945), Historiker und außerplanmäßiger Professor an der Technischen Universität Berlin

## F
- Ernst Fidicin (1802–1883), Stadtarchivar
- Klaus Finkelnburg (* 1935), Rechtsanwalt, Notar und 1. Präsident des Berliner Verfassungsgerichts
- Theodor Fontane (1819–1898), Schriftsteller
- Max von Forckenbeck (1821–1892), Oberbürgermeister von Berlin
- Ernst Friedel (1837–1918), Stadtrat, Gründer des Märkischen Museums
- Ferdinand Friedensburg (1886–1972), amtierender Oberbürgermeister von Berlin
- Fritz von Friedlaender-Fuld (1858–1917), Industrieller
- Armin Fuhrer (* 1963), Journalist und Publizist

## G
- Adolf Gerstenberg (1826–1896), Architekt
- Albert Geyer (1846–1938), Architekt und Bauhistoriker
- Wieland Giebel (* 1950), Journalist, Fotograf und Gründer des Berlin Story Verlag
- Gustav von Goßler (1838–1902), preußischer Kultusminister
- Karl von Großheim (1841–1911), Architekt
- Arthur von Gwinner (1856–1931), Kunstmäzen

## H
- Albert Haack (1832–1906), Kommunalpolitiker, Ehrenbürger von Berlin
- Dieter Haack (* 1934), Bundesminister für Raumordnung, Bauwesen und Städtebau von 1978 bis 1982
- Käthe Haack (1897–1986), Schauspielerin
- Dorothee Haffner (* 1959), Kunsthistorikerin und Hochschullehrerin
- Bruno Harms (1890–1967), Arzt und Hygieniker
- Adolf von Harnack (1851–1930), Theologe
- Eckart Henning (* 1940), Archivar, Historiker und Leiter des Archivs zur Geschichte der Max-Planck-Gesellschaft
- Wilhelm Hertz (1835–1902), Dichter und Germanist
- Rudolph Hertzog (1815–1894), Unternehmer
- Arthur Hobrecht (1824–1912), Oberbürgermeister von Berlin
- Walter Hoffmann-Axthelm (1908–2001), Arzt und Medizinhistoriker
- Georg Holmsten (1913–2010), Schriftsteller und Historiker
- Friedrich Holtze (1855–1929), Jurist und Historiker
- Johann George Hossauer (1794–1874), Goldschmied
- Botho von Hülsen (1815–1886), Theaterintendant
- Georg von Hülsen-Haeseler (1858–1922), Theaterintendant

## I
- Kurt Ihlenfeld (1901–1972), Schriftsteller

## J
- Egon Jameson (1895–1969), Schriftsteller
- Adolf Jandorf (1870–1932), Kaufmann, KaDeWe-Gründer

## K
- Ernst Kaeber (1882–1961), Stadtarchivdirektor
- Susanne Kähler (* 1966), Professorin für Museumskunde an der Hochschule für Technik und Wirtschaft Berlin
- Wilhelm Kewenig (1934–1993), Politiker
- Martin Kirschner (1842–1912), Oberbürgermeister von Berlin
- Heinz-Georg Klös (1926–2014), Zoodirektor
- Heinz Knobloch (1926–2003), Schriftsteller
- Felix Koenigs (1846–1900), Bankier
- Reinhold Koser (1852–1914), Historiker
- Max Krause (1838–1913), Unternehmer und Mäzen
- Heinrich Wilhelm Krausnick (1797–1882), Oberbürgermeister von Berlin
- Wolfgang Krogel, Leiter des kirchlichen Archivs Berlin-Brandenburg
- Klaus von Krosigk (* 1945), Gartenbaudirektor im Landesdenkmalamt Berlin
- Margarete Kühn (1902–1995), Kunsthistorikerin
- Gerhard Kutzsch (1914–2000), Direktor des Landesarchivs Berlin von 1965 bis 1979

## L
- Eugen Landau (1852–1935), Bankier und Philanthrop
- Kurt Landsberg (1892–1964), Volkswirt, Landespolitiker und Präsident des Berliner Abgeordnetenhauses von 1957 bis 1958
- Gustav Langenscheidt (1832–1895), Sprachlehrer und Verleger
- Leopold von Ledebur, Historiker
- Wilfried Legat (1933–2017), Referatsleiter im Bundesministerium für Verkehr in Bonn und Professor an der Technischen Universität Berlin
- Paul Lejeune-Jung (1882–1944), Politiker und Widerstandskämpfer
- Reimar Leschber (* 1929), Chemiker und Hochschullehrer
- Albert von Levetzow (1827–1903), Politiker, Reichstagspräsident
- Paul Lindau (1839–1919), Dramatiker und Journalist
- Franz von Lipperheide (1838–1906), Verleger
- Friedrich Wilhelm von Loebell (1855–1931), Politiker
- Peter Lorenz (1922–1987), Politiker, Präsident des Abgeordnetenhauses von Berlin
- Robert von Lucius[1] (* 1949), deutscher Journalist und Studentenhistoriker

## M
- Valentin Manheimer (1815–1889), Textilunternehmer
- Werner March (1894–1976), Architekt
- Friedrich Meinecke (1862–1954), Historiker
- Claudia Melisch (* 1968), Archäologin
- Hans-Jürgen Mende (1945–2018), Historiker, Dozent an der Berliner Kunsthochschule in Berlin-Weißensee und Geschäftsführer des Luisenstädtischen Bildungsvereins
- Adolph von Menzel (1815–1905), Maler
- Adalbert Mila (1833–1903), Amtsgerichtsrat und Militärhistoriker
- Friedrich von Moltke (1852–1927), Politiker
- Walter Momper (geb. 1945), Regierender Bürgermeister von Berlin
- Rudolf Mosse (1843–1920), Verleger

## N
- Siegfried Nestriepke (1885–1963), Kulturpolitiker

## O
- Ignaz von Olfers (1793–1872), Naturwissenschaftler und Museumsdirektor
- Benno Orenstein (1851–1926), Fabrikant
- Max Osborn (1870–1946), Journalist
- Hermann Oxfort (1928–2003), Politiker

## P
- Dirk Palm, Gründer des Elsengold Verlags
- Hans E. Pappenheim, (1908–1973) Kunsthistoriker und Publizist
- Reinhold Persius (1835–1912), Architekt
- Oskar Pintsch (1844–1912), Fabrikant
- Richard Pintsch (1840–1919), Lichttechniker
- Otto Pniower (1859–1932), Literaturwissenschaftler und Museumsdirektor
- Kurt Pomplun (1910–1977), Heimatforscher
- Johannes Popitz (1884–1945), Politiker und Widerstandskämpfer
- Julius Posener (1904–1996), Architekturhistoriker
- Carl von Preußen (1801–1883), Eigentümer von Schloss Glienicke
- Louis Ferdinand von Preußen (1907–1994), Oberhaupt des Hauses Hohenzollern

## R
- Axel Rabbach (* 1942), Mitglied im Abgeordnetenhaus von Berlin von 1995 bis 2006
- Athanasius von Raczynski (1788–1874), Diplomat und Kunstsammler
- Emil Rathenau (1838–1915), Unternehmer
- Paul Ortwin Rave (1893–1962), Kunsthistoriker
- Edwin Redslob (1884–1973), Kunsthistoriker
- Ernst Reuter (1889–1953), Regierender Bürgermeister von Berlin
- Günter Rexrodt (1941–2004), Politiker
- Wolfgang Ribbe (1940–2021), Historiker und Vorsitzender der Historischen Kommission zu Berlin von 1996 bis 2009
- Christoph Rueger (1942–2020), Autor und Professor für Musiktheorie und Tonsatz

## S
- Adolph Friedrich Riedel (1809–1872), Historiker
- Jakob Riesser (1853–1932), Politiker
- Paul Rose (1900–1973), Theaterleiter
- Friedrich Sarre (1865–1945), Orientalist
- Uwe Schaper (* 1958), Historiker und Direktor des Landesarchivs Berlin
- Richard Schering (1859–1942), Apotheker und Industrieller
- Winfried Schich (1938–2021), Historiker und Professor für Landesgeschichte an der Humboldt-Universität zu Berlin
- Louis Schneider (1805–1878), Schriftsteller und Schauspieler
- Ingrid Scheurmann, Denkmalpflegerin, Historikerin und Honorarprofessorin für Denkmalpflege an der TU Dortmund
- Louise Schroeder (1887–1957), Oberbürgermeisterin von Berlin
- Klaus Schütz (1926–2012), Regierender Bürgermeister von Berlin
- Fritz-Dietlof Graf von der Schulenburg (1902–1944), Jurist und Widerstandskämpfer
- Rudolf von der Schulenburg (1860–1930), Jurist
- Werner von der Schulenburg (1841–1913), Politiker
- Johannes Schultze (1881–1976), Historiker
- Friedrich Schulze (1843–1912), Architekt
- Paul von Schwabach (1867–1938), Bankier
- Friedrich Albert Schwartz (1836–1906), Fotograf
- Bernhard Sehring (1855–1941), Architekt
- Michael Seiler (* 1939), Gartendirektor der Stiftung Preußische Schlösser und Gärten Berlin-Brandenburg
- Karl Theodor Seydel (1812–1873), Oberbürgermeister von Berlin
- James Simon (1851–1932), Kunstmäzen
- Walter Sobernheim (1869–1945), Bankier und Brauereibesitzer
- Carl Sonnenschein (1876–1929), Theologe
- Hellmut Späth (1885–1945), Baumschulenbesitzer
- Martin Sperlich (1919–2003), Kunsthistoriker
- Eduard Spranger (1882–1963), Philosoph und Pädagoge
- Axel Springer (1912–1985), Verleger
- Alexander von Stahl (* 1938), Staatssekretär der Berliner Senatsverwaltung für Justiz und Generalbundesanwalt
- Andreas Statzkowski (* 1956), Staatssekretär in der Senatsverwaltung für Inneres und Sport in Berlin
- Wolfgang Steinhilber (1931–2009), Kieferchirurg und Hochschullehrer in Tübingen und Berlin
- Walter Stengel (1882–1960), Kulturhistoriker und Museumsleiter
- Dietrich Stobbe (1938–2011), Regierender Bürgermeister von Berlin
- Heinrich Stollwerck (1843–1915), Unternehmer
- Adolf Streckfuß (1823–1895), Schriftsteller
- Ernst von Stubenrauch (1853–1909), Jurist und Politiker
- Otto Suhr (1894–1957), Regiergender Bürgermeister von Berlin
- Heinrich von Sybel (1817–1895), Historiker

## T
- Oscar Tietz (1858–1923), Kaufmann, Hertie-Gründer
- Sigismund von Treskow (1864–1945), Politiker
- August von Trott zu Solz (1855–1938), Politiker

## U
- Manfred Uhlitz, Kunsthistoriker und Geschäftsführer des Glockenturms Berlin
- Louis-Ferdinand Ullstein (1863–1933), Rudolf Ullstein (1874–1964), Verleger

## W
- Hermann Friedrich Waesemann (1813–1879), Architekt
- Hans Wall (1942–2019), Unternehmer und Kunstmäzen
- Paul Wallich (1882–1938), Bankier
- Johannes Weberling (* 1958), Jurist, Historiker und Hochschullehrer
- Fritz Wege (1862–1953), Stadtoberinspektor, unbesoldeter Stadtrat
- Gotthilf Weisstein (1852–1907), Journalist und Schriftsteller
- Richard von Weizsäcker (1920–2015), Bundespräsident, Regierender Bürgermeister von Berlin
- Adolf Wermuth (1855–1927), Oberbürgermeister von Berlin
- Georg Wertheim (1857–1939), Kaufmann
- Jürgen Wetzel (1938–2022), Historiker und Direktor des Landesarchivs Berlin von 1991 bis 2003
- Willi Wohlberedt (1878–1950), Heimatforscher
- Albert Wolff (1815–1892), Bildhauer

## Z
- Robert Zelle (1829–1901), Oberbürgermeister von Berlin
- Adolf Zeller (1871–1946), Architekt und Hochschullehrer an der Technischen Hochschule Berlin
- Ralf Zerback (* 1961), Historiker und Journalist

### Mitgliederverzeichnisse
Der Verein für die Geschichte Berlins gibt seit April 1869 offizielle Mitgliederverzeichnisse heraus, die heute durchgängig im Archiv vorhanden sind (Offizielle Zählung in Klammern):
- 1866, April (Erste lose Liste)
- 1867, Januar (Zweite lose Liste)
- 1868, Januar (Dritte lose Liste)
- 1869, Oktober (Nr. 1)
- 1870 (Nr. 2)
- 1871 (Nr. 3)
- 1872, Januar (Nr. 4)
- 1872, Oktober (Nr. 5)
- 1873 (Nr. 6)
- 1874 (Nr. 7)
- 1875 (Nr. 8)
- 1876 (Nr. 9)
- 1877 (Nr. 10)
- 1878 (Nr. 11)
- 1879 (Nr. 12)
- 1880 (Nr. 13)
- 1881 (Nr. 14)
- 1882 (Nr. 15)
- 1883 (Nr. 16)
- 1884 (Nr. 17)
- 1885 (Nr. 18)
- 1886 (Nr. 19)
- 1887 (Nr. 20)
- 1888 (Nr. 21)
- 1889 (Nr. 22)
- 1890 (Nr. 23)
- 1891 (Nr. 24)
- 1893 (Nr. 25)
- 1895 (Nr. 26)
- 1897 (Nr. 27)
- 1898 (Nr. 28)
- 1900 (Nr. 29)
- 1902 (Nr. 30)
- 1904 (Nr. 31)
- 1906 (Nr. 32)
- 1908 (Nr. 33)
- 1909 (Nr. 34)
- 1910 (Nr. 35)
- 1912 (Nr. 36)
- 1914 (Nr. 37)
- 1924 (Nr. 38)
- 1927 (Nr. 39)
- 1932 (Nr. 40)
- 1938 (Nr. 41)
- 1969 (Nr. 42)
- 1973 (Nr. 43)
- 2000 (Nr. 44)
- 2006 (Nr. 45)
- 2016, Januar (Nr. 46)

### Matrikelbücher
1905 verfasste das Mitglied Hans Brendicke ein Matrikelbuch aller Mitglieder mit Vor- und Familienname, Stand, Beruf, Eintrittsdatum und Vereinspaten. Laut einer Vereinspublikation muss es auch ein zweites Matrikelbuch gegeben haben. Seit 1945 sind beide verschollen.

### Matrikelkartei
Da die Mitgliederverzeichnisse in unregelmäßigem, nach 1945 sogar in sehr großen Zeitintervallen erschienen, werden viele Mitglieder in keinem offiziellen Verzeichnis genannt. Der Vereinschronist Martin Mende führt eine eigene Matrikelkartei.

### Fotoalben
Der Verein besitzt drei in der ersten Vereinsdekade (1865–1875) von Ernst Fidicin angelegte Fotoalben der Mitglieder. Diese Alben wurden vom Mitglied Sibylle Einholz im Rahmen des Forschungsprojektes „Berliner Fotografenateliers im 19. Jahrhundert“ ausgewertet.